# Император Всероссийский
Импера́тор и Самоде́ржец Всеросси́йский, Императри́ца и Самоде́ржица Всеросси́йская (рус. дореф. Императоръ и Самодержецъ Всероссійскій, Императрица и Самодержица Всероссійская) — титул монарха Российской империи.
Императорский титул был принят в связи с победой в Северной войне и явился адаптацией царского титула под принятую в Европе систему титулатур. Приставка «Всероссийский» была развитием традиционной приставки «всея Руси», использовавшейся в титулах русских правителей со времён великих князей владимирских.

## История
Титул Императора Всероссийского был введён при Петре I. После победы в Северной войне и подписании Ништадтского мирного договора в сентябре 1721 году Сенат и Синод решили преподнести Петру титул Императора Всероссийского со следующей формулировкой: «как обыкновенно от римского сената за знатные дела императоров их такие титулы публично им в дар приношены и на статутах для памяти в вечные роды подписываны».
22 октября (2 ноября) 1721 года в церкви Святой Троицы состоялась церемония с участием царя Петра Алексеевича, на которой граф Г. И. Головкин от имени Сената произнёс торжественную речь о провозглашении титула «Отца Отечества, Петра Великого, Императора Всероссийского». Знаменательное событие ознаменовалось пушечно-ружейной стрельбой из орудий гарнизонов крепостей и 125 прибывших галер генерала М. М. Голицына. Представления с многочисленными фейерверками продолжались до трёх часов ночи. Из европейских представителей в церемонии принимали участие французский посол Жак Кампредон, австрийский посол Стефан Вильгельм Кински, прусский посол барон Густав фон Мардефельд, польский посланник Иоганн Лефорт, датский посланник Петер Иверсен Тиргольм, голландский дипломат Виллем де Вильде и посланник от Мекленбургского герцогства Иоган Остерман. Пруссия и Голландия немедленно признали новый титул русского монарха, Швеция — в 1723, Турция — в 1739, Великобритания и Австрия в 1742, Франция в 1745, Испания в 1759 и, наконец, Речь Посполитая в 1764 году. Российское государство официально стало называться Российской империей (Русской империей).
5 (16) февраля 1722 года Пётр I издал указ о престолонаследии, в котором отменял древний обычай наследования престола прямыми потомками по мужской линии и допускал назначение наследником любого достойного человека по воле монарха.
5 (16) апреля 1797 года Павел I установил новый порядок наследования. Устанавленный законом 1797 года порядок наследования российского престола, а затем и связанных с ним польского и финляндского, был основан на принципе первородства, то есть с заступлением нисходящими своих восходящих в случае смерти или отречения последних ко времени открытия наследования. При отсутствии наследников по прямой линии, престол переходит к боковым. В пределах каждой линии (прямой или боковой) лица мужского пола предпочитаются лицам женского, и мужские боковые линии призываются раньше женских. Вступление на престол для призванного ограничивается исповеданием православной веры. Совершеннолетие царствующего императора (и наследника) наступает в 16 лет, до этого возраста (а также в других случаях недееспособности) власть его осуществляется правителем, каковыми бывают (если нет специально назначенного преждецарствовавшим императором лица), оставшиеся в живых отец или мать Императора, а при отсутствии таковых — ближайший совершеннолетний наследник.
Все правившие Россией императоры относились к одной императорской фамилии — Дому Романовых, первый представитель которой стал монархом в 1613 году. С 1761 царствовали потомки дочери Петра I Анны и герцога Гольштейн-Готторпского Карла-Фридриха, которые по мужской линии происходили от Гольштейн-Готторпов (ветвь Ольденбургской династии), и в генеалогической литературе эти представители Дома Романовых начиная с Петра III носят название Голштейн-Готторп-Романовы.
По отречении от престола 2 марта (15 марта) 1917 года императора Николая II за себя и своего сына Цесаревича Алексея, и отказе 3 марта того же года его брата Михаила «восприять Верховную власть», Империя де-факто прекратила существование. 1 сентября (14 сентября) 1917 года Временное правительство объявило Россию республикой.
Кирилл Владимирович, двоюродный брат Николая II, 31 августа 1924 года на правах старшего представителя династии провозгласил себя Императором Всероссийским под именем Кирилла I. Это решение было поддержано не всеми русскими монархистами и практических последствий не имело. Его сын Владимир Кириллович не стал провозглашать себя Императором, а принял титул Главы Российского Императорского Дома.

## Полномочия и правовой статус

### До 1906 года
Статья 1 Основных законов Российской империи в действовавшей до 1906 года редакции гласила, что «Император Всероссийский есть Монарх самодержавный и неограниченный. Повиноваться его верховной власти не только за страх, но и за совесть сам Бог повелевает». Термины «самодержавный» и «неограниченный», указывают, что все функции государственной власти по правообразованию, целесообразной деятельности в пределах закона (административно-исполнительной) и отправлению правосудия исполняются безраздельно и без обязательного участия других учреждений главой государства, который передаёт осуществление некоторых из них определённым органам, действующим от его имени и его властью (ст. 81).
Исходя из этого, ст. 1 характеризовала Россию как государство с монархической (абсолютистской) формой правления.
Император, формально являясь неограниченным правителем, реально был вплетён в систему семейных, социальных, политических связей. У императора не хватало сил держать в своих руках все нити управления постоянно усложнявшимся государственным аппаратом, и он во многом зависел от своих министров. Законосовещательным органом империи был созданный в 1810 году Государственный совет, члены которого назначались императором. В воле императора было утвердить мнение как большинства, так и меньшинства Государственного совета или предложить собственное решение. Так, во время правления Александра III в Государственном совете в 57 случаях имели место разногласия, при этом 38 раз император согласился с большинством, 19 раз — с меньшинством (два раза Александр III солидаризировался с мнением лишь одного члена Государственного совета). Император также неоднократно утверждал меры законодательного характера, не прошедшие обсуждения в Государственном совете.
Такие правоведы, как А. Д. Градовский, Н. М. Коркунов, А. С. Алексеев, доказывали, что абсолютная
власть российского императора не является деспотией, поскольку он должен руководствоваться в своей деятельности изданными законами.
Высочайшие повеления императора могли быть и устными, но они могли быть объявлены только теми лицами, которые действительно находятся при особе Его Величества; в противном случае всякий, хотя и имеющей по званию своему право объявлять высочайшие повеления, был обязан означить, каким образом воля Его Величества сообщена ему самому. В 1875 году Сенатом было разъяснено, что суд при разрешении спорного дела не может руководствоваться высочайшим повелением, не вошедшим в Свод Законов, не помещенным в Полное Собрание Законов и к делу не представленным; тяжущийся, утверждающий, что такое высочайшее повеление заключает в себе закон, а не одно лишь постановление, не изменяющее и не дополняющее общих узаконений, был обязан представить суду точный список такого высочайшего повеления.

### После 1906 года
23 апреля 1906 года в Основные законы были внесены изменения в связи с изданием российским императором Николаем II 6 августа 1905 года Манифеста об учреждении Государственной Думы, 17 октября 1905 года Манифеста «Об усовершенствовании государственного порядка» и 20 февраля 1906 года Манифеста о переустройстве Государственного Совета. В новой редакции ОГЗ прежняя статья 1 стала статьёй 4 и, сохраняя признак самодержавия и верховенства, в то же время лишилась признака неограниченности. Новый её текст гласил, что «Императору Всероссийскому принадлежит Верховная Самодержавная власть. Повиноваться власти Его, не только за страх, но и за совесть, Сам Бог повелевает».
В русской государственно-правовой науке не сформировалось единого подхода к определению формы правления Российской Империи периода «думской монархии». Авторы, принадлежавшие к «конституционалистскому направлению» (Н. И. Лазаревский, В. В. Ивановский и др.), исходя из отсутствия в новой редакции эпитета «неограниченная», заключали, что Россия стала дуалистической монархией. Напротив, государствоведы консервативного направления (Н. А. Захаров, П. Е. Казанский, Н. О. Куплеваский и др.) указывали, что «самодержавие» и особенно «верховенство» уже имплицитно содержат в себе признак неограниченности, а следовательно, власть Императора не претерпела изменений .
Тем же актом Основные законы были дополнены положениями, «точнее разграничивающими область принадлежащей нам нераздельно власти верховного государственного управления от власти законодательной», описывающими полномочия монарха (ранее в этом не было необходимости ввиду неограниченного характера императорской власти, см. выше). Законодательную власть император теперь осуществлял «в единении с Государственным Советом и Государственною Думою» (ст. 7). Он утверждал законы, и без его утверждения никакой закон не мог иметь своего совершения (ст. 9); за императором закреплялось право законодательной инициативы — в отношении всех законов и исключительное в отношении пересмотра Основных законов (ст. 8). Исполнительная власть в стране («Власть управления во всем её объёме») всецело принадлежала императору, при этом в «верховном управлении» глава государства осуществлял её непосредственно, а в делах «управления подчинённого» определённая степень власти вверялась от него, согласно закону, подлежащим местам и лицам, действующим его именем и по его повелениям (ст. 10). В порядке верховного управления император издавал, в соответствии с законами, указы «для устройства и приведения в действие различных частей государственного управления», а также повеления, необходимые для исполнения законов.
Император являлся верховным руководителем всех внешних сношений России с иностранными государствами и определял направление международной политики страны (ст. 12), объявлял войну и заключал мир, а равно договоры с иностранными государствами (ст. 13). Кроме того, император, согласно статье 14, являлся «державным вождём» российских Вооружённых Сил, ему принадлежало верховное начальствование над всеми сухопутными и морскими вооружёнными силами Российского государства и исключительное право издания указов и повелений «до всего вообще относящегося до устройства вооружённых сил и обороны Российского государства», а также установление ограничений в отношении права жительства и приобретения недвижимого имущества в местностях, которые составляют крепостные районы и опорные пункты для армии и флота. Император объявлял местности на военном или исключительном положении (ст. 15). Ему же принадлежало право чеканки монеты и определение внешнего её вида (ст. 16).
Согласно статье 17, император назначал и увольнял председателя и членов Совета министров, главноуправляющих отдельными частями, а также прочих должностных лиц, если для последних не установлено законом иного порядка назначения и увольнения. В отношении служащих император устанавливал ограничения, вызываемые требованиями государственной службы (ст. 18). Он жаловал государственные награды и права состояния, а также определял условия и порядок награждения государственными наградами (ст. 19).
Император издавал непосредственно указы и повеления как в отношении его личных имуществ, так и в отношении государевых имуществ (закреплённых не за конкретным монархом, а за императором как главой государства; такие имущества, не могут быть завещаемы, поступать в раздел и подлежать иным видам отчуждения). Как те, так и другие имущества освобождались налогов и сборов (ст. 20). Как главе императорского дома, монарху принадлежали, согласно Учреждению о императорской фамилии, распоряжения по имуществам удельным; им же определялись устройство состоящих в ведении министра императорского двора учреждений и установлений, равно как порядок управления ими (ст. 21).
От имени императора осуществлялась судебная власть в государстве (ст. 22), ему же принадлежало право помилования «и вообще дарование милостей в случаях особых, не подходящих под действие общих законов, когда сим не нарушаются ничьи ограждённые законом интересы и гражданские права» (ст. 23).
Статья 23 Основных законов предусматривала скрепление указов и повелений императора председателем Совета министров или подлежащим министром либо главноуправляющим отдельной частью и обнародование их Правительствующим Сенатом.

## Государев титул
Полный титул императора в начале XX века (ст. 59 Свода основных государственных законов):

Божіею поспѣшествующею милостію, Мы, NN, Императоръ и Самодержецъ Всероссійскій, Московскій, Кіевскій, Владимірскій, Новгородскій; Царь Казанскій, Царь Астраханскій, Царь Польскій, Царь Сибирскій, Царь Херсониса Таврическаго, Царь Грузинскій; Государь Псковскій и Великій Князь Смоленскій, Литовскій, Волынскій, Подольскій и Финляндскій; Князь Эстляндскій, Лифляндскій, Курляндскій и Семигальскій, Самогитскій, Бѣлостокскій, Корельскій, Тверскій, Югорскій, Пермскій, Вятскій, Болгарскій и иныхъ; Государь и Великій Князь Новагорода низовскія земли, Черниговскій, Рязанскій, Полотскій, Ростовскій, Ярославскій, Бѣлозерскій, Удорскій, Обдорскій, Кондійскій, Витебскій, Мстиславскій и всея сѣверныя страны; Повелитель и Государь Иверскія, Карталинскія и Кабардинскія земли и области Арменскія; Черкасскихъ и Горскихъ князей и иныхъ наслѣдный Государь и Обладатель; Государь Туркестанскій, Наслѣдникъ Норвежскій, Герцогъ Шлезвигъ-Голстинскій, Стормарнскій, Дитмарсенскій и Ольденбургскій, и прочая, и прочая, и прочая.

В некоторых законом определённых случаях употреблялась сокращённая форма:

Божіею поспѣшествующею милостію, Мы, NN, Императоръ и Самодержецъ Всероссійскій, Московскій, Кіевскій, Владимірскій, Новгородскій; Царь Казанскій, Царь Астраханскій, Царь Польскій, Царь Сибирскій, Царь Херсониса Таврическаго, Царь Грузинскій; Великій Князь Финляндскій, и прочая, и прочая, и прочая.

Высочайший императорский титул императора Николая II
Полный вариант:

Божиею поспешествующею милостию, Мы, Николай Вторый, Император и Самодержец Всероссийский, Московский, Киевский, Владимирский, Новгородский; Царь Казанский, Царь Астраханский, Царь Польский, Царь Сибирский, Царь Херсониса Таврическаго, Царь Грузинский; Государь Псковский и Великий Князь Смоленский, Литовский, Волынский, Подольский и Финляндский; Князь Эстляндский, Лифляндский, Курляндский и Семигальский, Самогитский, Белостокский, Корельский, Тверский, Югорский, Пермский, Вятский, Болгарский и иных; Государь и Великий Князь Новагорода низовския земли, Черниговский, Рязанский, Полотский, Ростовский, Ярославский, Белозерский, Удорский, Обдорский, Кондийский, Витебский, Мстиславский и всея северныя страны Повелитель; и Государь Иверския, Карталинския и Кабардинския земли и области Арменския; Черкасских и Горских Князей и иных Наследный Государь и Обладатель; Государь Туркестанский; Наследник Норвежский, Герцог Шлезвиг-Голстинский, Стормарнский, Дитмарсенский и Ольденбургский, и прочая, и прочая, и прочая.

Краткий вариант:

Божиею милостию, Мы, Николай Вторый, Император и Самодержец Всероссийский, Царь Польский, Великий Князь Финляндский, и прочая, и прочая, и прочая.

## Штандарт и герб Императора
При Николае II были такие отличительные знаки:

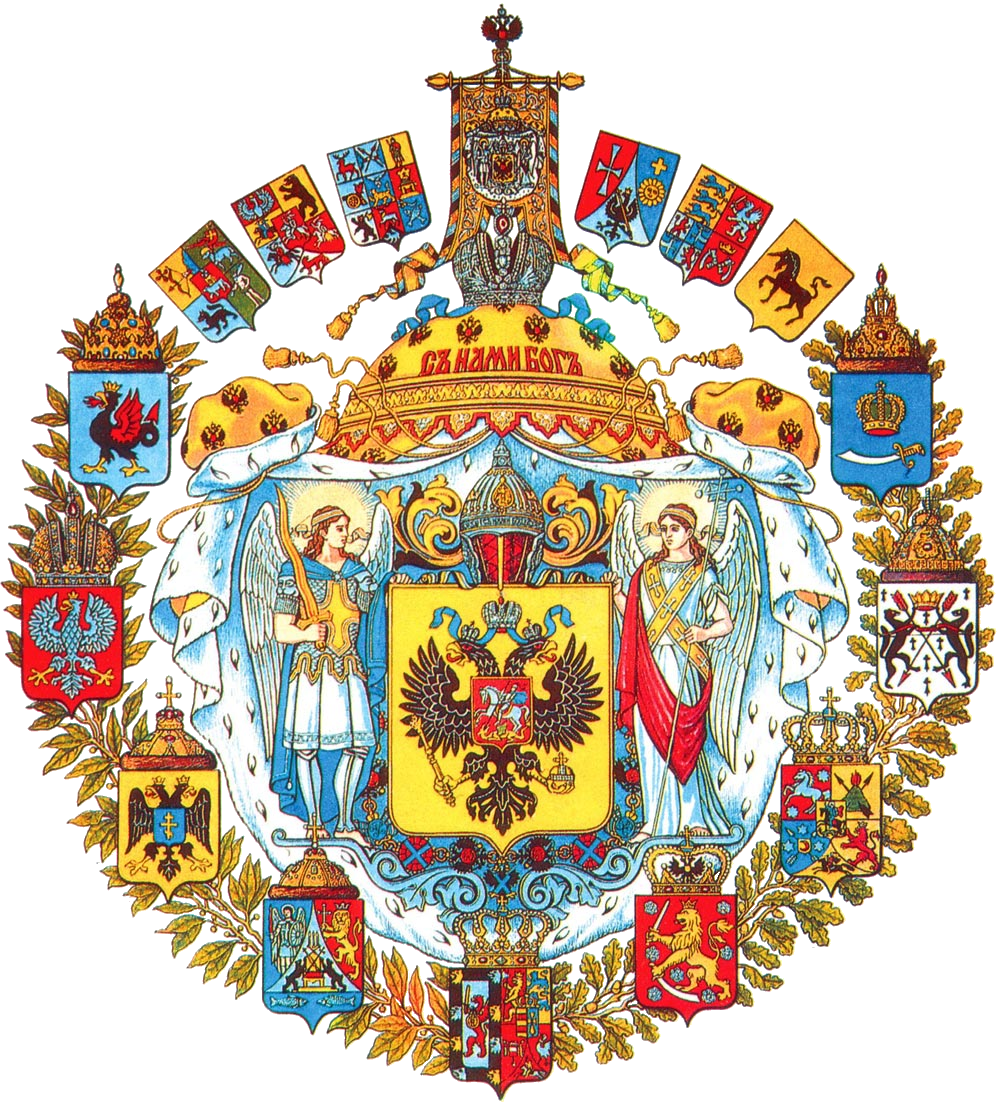
Большой герб Императора и большой герб Российской империи
Малый герб Императора[13]
Дворцовый штандарт Императора (1858—1917)
Судовый штандарт Императора (1858—1917)
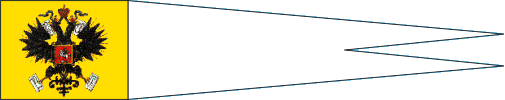
Брейд-вымпел Императора Всероссийского